# 升平天国
升平天国为1854年至1857年，由天地会在广西、湖南建立的农民政权。
道光二十六年（1846年），胡有禄在湖南宁远起事失败，退到广西。咸丰二年（1852年）在南宁和朱洪英起事反清。1854年，攻下灌阳建立升平天国，建元太平天德。胡有禄自称定南王，朱洪英自称镇南王。再克湖南江蓝厅。1855年，计划和太平天国翼王石达开在江西会师，5月，克东安。9月，被湘军击败，胡有禄在新宁被俘杀，朱洪英从江华、永明退到广西。1856年3月克柳州。1857年6月败于清军，退至贵州古州厅。